# Laelia venosa
Laelia venosa är en fjärilsart som beskrevs av Moore 1877. Laelia venosa ingår i släktet Laelia och familjen tofsspinnare. Inga underarter finns listade i Catalogue of Life.